# 葉永烜
葉永烜（1947年3月10日—），德籍华裔天文學家，現在台灣國立中央大學任教。是原籍廣東梅縣的客家人，出生於南京，在澳門成長。現為國立中央大學天文研究所、太空科學與工程研究所教授、澳門科技大學太空科學研究所特聘教授、中央研究院院士。

## 生平
葉永烜於1947年出生於中华民国南京市，出生後不久於1948年隨雙親遷往中华民国台灣省台中市，再於1949年遷往葡屬澳門。1965年聖公會（澳門）蔡高中學畢業後原已錄取台灣國防醫學院，但因家庭因素，改為前往英属香港就讀香港中文大學物理系；並於1969年取得學士學位。1970年取得匹茲堡大學物理學碩士，1974年取得加州大學聖地牙哥分校應用物理學及資訊科學博士，博士指導教授是諾貝爾物理學獎得主漢尼斯·阿爾文。
曾任職於馬克斯普朗克高層大氣研究所（今馬克斯·普朗克太陽系研究所， Max Planck Institut für Sonnensystemforschung）、太空計畫室首席科學家，現在國立中央大學天文研究所與太空科學研究所任教，並於澳門科技大學出任特聘教授；曾任國立中央大學理學院院長、副校長、亞洲大洋洲地球科學學會（Asia Oceania Geosciences Society, AOGS）理事長、台灣聯合大學系統系統副校長。

## 研究
葉永烜教授的研究專長是彗星、行星大氣與地球高層大氣、太陽系與行星形成、電漿物理。1982年時他和法國科學家丹尼爾·高迪耶（Daniel Gautier）、美國科學家托比·歐文（Toby Owen）向NASA與ESA提出探測土星系統的計畫，該計畫就是現在的卡西尼-惠更斯號。NASA在2009年授予他特殊公共服務榮譽勳章（Exceptional Public Service Medal, EPSM）以表彰他對卡西尼-惠更斯號計畫的貢獻。
除了卡西尼計畫以外，葉永烜還曾參加喬托號、深度撞击号、羅塞塔號等太空探測任務。
他所發表的期刊論文已超過二百篇，其中登上Nature和Science的至2008年共有四十二篇，為華人界之最。

## 榮譽
- 教育部國家講座終生榮譽主持人[13]
- 国际宇航科学院院士[14]
- 美國地球物理聯盟會士[15]
- 中華民國物理學會會士[16]。
- 國鼎講座
- NASA 特殊公共服務榮譽勳章。

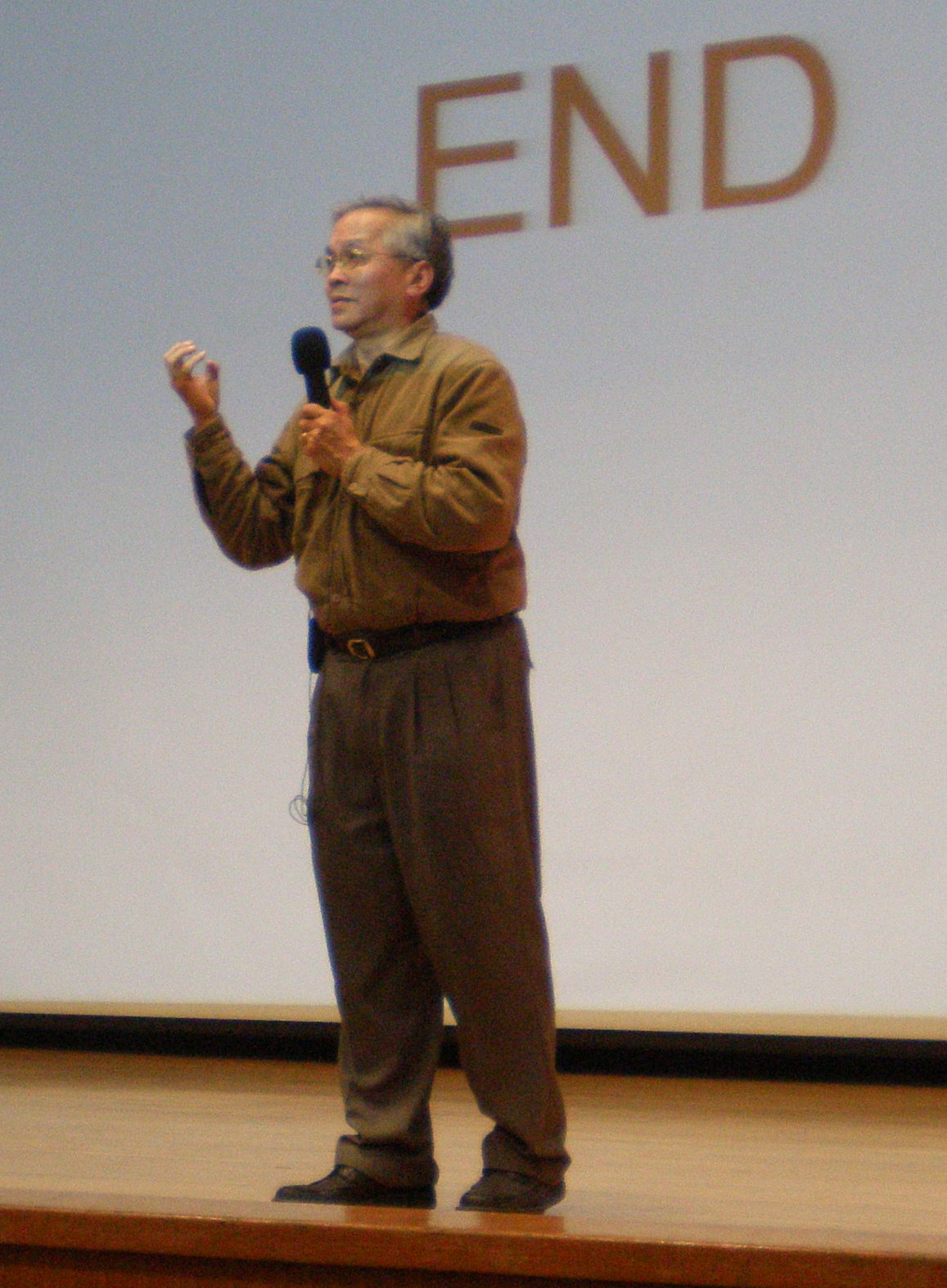
在國立科學工藝博物館演講的葉永烜，2010年

- 亞洲大洋洲地球科學學會艾克斯弗獎章（Axford Medal）[17]
- 小行星18730[18]
- 2016年第31屆中央研究院院士（數理科學組）[19]
- 2020年美國天文學會行星科學部杰拉德·柯伊伯奖[20]
- 2022年台灣物理學會特殊貢獻獎[21]
- 2022-2023年「數理科學組」總統科學獎[22]

## 代表性著作
- Ip, W.-H. and Banaszkiewicz, M.,  On the dust/gas tori of Phobos and Deimos, Geophys. Res. Lett., 17, 857, 1990.
- Ip, W.-H., The sodium exosphere and magnetosphere of Mercury, Geophys. Res. Lett., 13, 423, 1986.
- Ip, W.-H., Dynamics of electrons and heavy ions in Mercury’s magnetosphere, Icarus, 71, 441, 1987.
- Ip, W.-H., On solar radiation-driven surface transport of sodium atoms at Mercury, Astrophys. J., 356, 675, 1990.
- Ip, W.-H., Meteoroid ablation processes in Titan’s atmosphere, Nature, 345, 511, 1990.
- Ip, W.-H., Titan’s upper ionosphere, Astrophys. J., 362, 354, 1990.
- Ip, W.-H., Equatorial confinement of thermal plasma near the rings of Saturn, Nature, 302, 599, 1983.
- Ip, W.-H., The exospheric systems of Saturn’s rings, Icarus, 115, 295, 1995.
- Ip, W.-H., Plasmatization and recondensation of the saturnian rings, Nature, 320, 143, 1986.
- Ip, W.-H., Thermal plasma composition in Saturn’s magnetosphere, Planetary Space Sci., 48, 775, 2000.
- Waite J.H., Jr., Cravens, T.E., Ip, W.-H., et al., Oxygen ions observed near Saturn’s A-ring, Science, 307, 1270, 2005.
- Ip, W.-H., Kopp, A. and Hu, J.H, On the star-magnetosphere interaction of close-in exoplanets, Astrophys. J., 602, L53, 2004.

## 家庭
葉永烜已婚並育有2女。妻子馬大安是馬星野的女兒。

## 其他
葉永烜教授能說廣東話、客家話、中文、英文、德文，並且喜愛繪畫，自1987年自學至今，畫風以印象派為主，內容主要是風景、人物和花卉靜物；自1996年首次個展至今曾在國立中央大學校內和校外開過數次畫展。鹿林天文台目前正進行兩米望遠鏡新設工程，他本人為此拿出數幅畫作義賣募款。
此外，葉永烜擔任國立中央大學副校長期間提議在中央大學校內設置介紹各領域傑出人士的「大師座椅」。

## 外部連結
- 葉永烜教授在國立中央大學天文研究所網頁 （页面存档备份，存于）
- 葉永烜教授在國立中央大學太空科學研究所網頁
- 國立中央大學松濤講座介紹葉永烜教授[永久]
- 中央研究院物理研究所2006年吳大猷科學營介紹葉永烜
- 勇於航向未知旅程─葉永烜[永久]